# Burkhard Peters

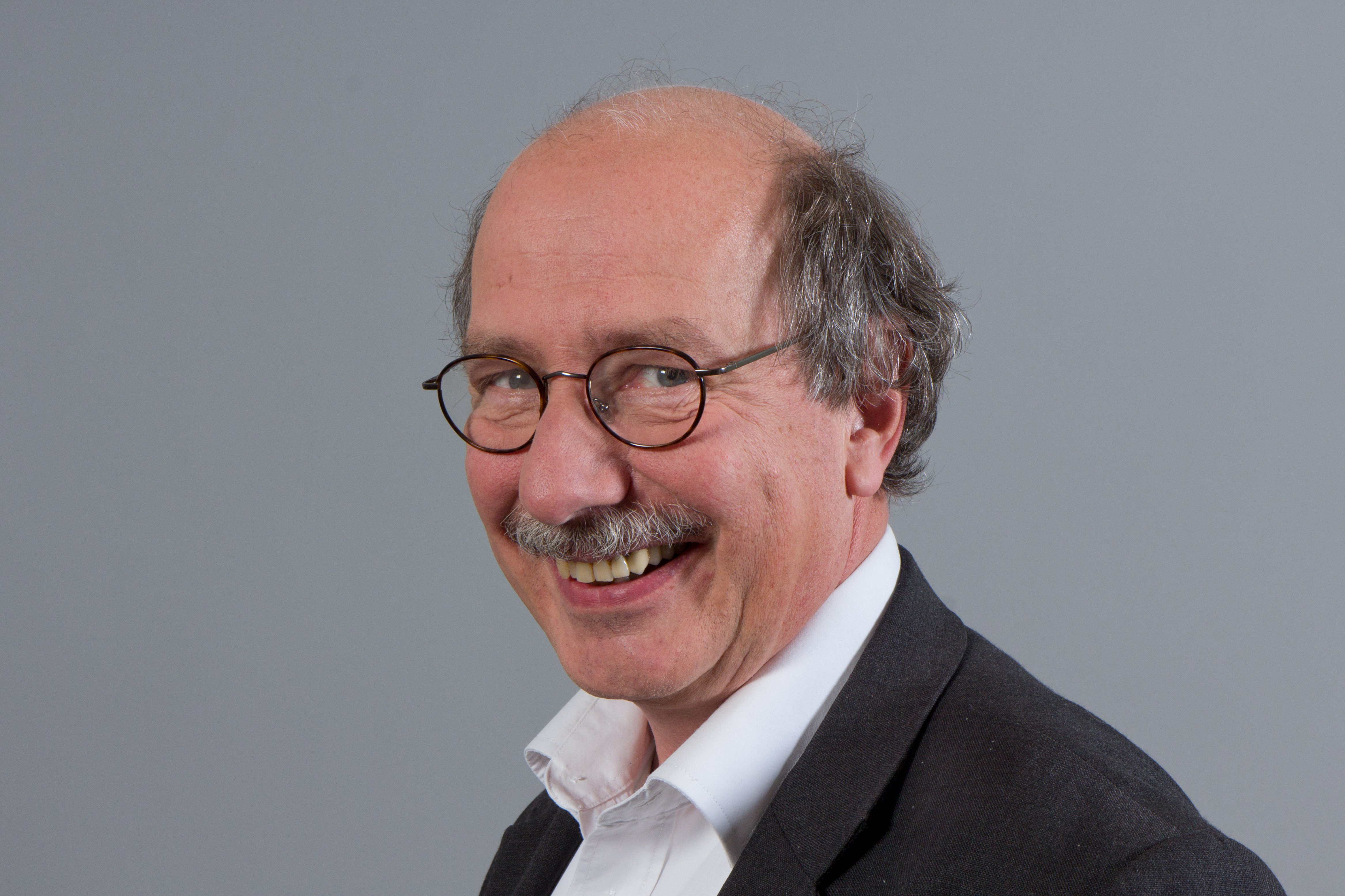
Burkhard Peters

Burkhard Peters (* 19. Februar 1953 in Hagen) ist ein deutscher Jurist und Politiker (Bündnis 90/Die Grünen). Von 2012 bis 2022 war er Mitglied des Schleswig-Holsteinischen Landtages.

## Leben
Burkhard Peters schloss die Schule in Detmold 1974 mit dem Abitur ab und absolvierte im Anschluss seinen Grundwehrdienst. Von 1975 bis 1981 studierte er Rechtswissenschaft in Berlin und schloss das 1982 bis 1985 folgende Referendariat im Februar 1985 mit dem 2. juristischen Staatsexamen ab. Er ist seit 1987 als Rechtsanwalt in Mölln tätig. Im Prozess um den Möllner Brandanschlag in den Jahren 1992 bis 1993 vor dem Oberlandesgericht Schleswig vertrat er als Nebenklägervertreter den Ehemann der durch den Brandanschlag ermordeten Bahide Arslan. Im Jahr 2007 vertrat Peters als Prozessbevollmächtigter den Landesverband Schleswig-Holstein von Bündnis 90/Die Grünen vor dem Bundesverfassungsgericht in einem Organstreitverfahren, das zur Aufhebung der 5-Prozent-Klausel im Schleswig-Holsteinischen Kommunalwahlrecht führte.
Peters ist verheiratet und Vater von drei Kindern.

## Politik
Peters trat in Berlin 1984 in die dortige Alternative Liste für Demokratie und Umweltschutz, eine der Vorgängerorganisation der Grünen, ein und wechselte 1987 zum Landesverband Schleswig-Holstein. Von 1993 bis 2006 war er Sprecher von BÜNDNIS 90/Die Grünen im Kreis Herzogtum Lauenburg. Von 2011 bis 2013 gehörte er dem Parteirat auf Landesebene an.

## Wahlämter
Bei den Kommunalwahlen in Schleswig-Holstein 2008 wurde Peters in den Kreistag des Kreises Herzogtum Lauenburg gewählt. Bei der Landtagswahl in Schleswig-Holstein 2012 und 2017 errang er jeweils das Mandat über die Landesliste seiner Partei. Im  Schleswig-Holsteinischen Landtag war Peters von 2012 bis 2015 Mitglied im Petitionsausschuss und von 2015 bis 2017 Mitglied des Parlamentarischen Untersuchungsausschusses „Friesenhof“. Ab 2012 war er Mitglied des Innen- und Rechtsausschusses und des Richterwahlausschusses und ab 2017 auch erneut Mitglied des Petitionsausschusses.
Bei der Landtagswahl 2022 trat er nicht mehr an.